# Pierre Aubenque
Pierre Aubenque (ur. 23 lipca 1929, zm. 23 lutego 2020) – francuski filozof, zajmuje się m.in. filozofią Arystotelesa.

## Publikacje
- Le problème de l' être chez Aristote. Essai sur la problématique aristotélicienne, Presses Universitaires de France, Paris, 1962
- La prudence chez Aristote, Paris 1963
- Sénèque, Paris, 1964
- Concepts et catégories dans la pensée antique, Paris, 1980
- Problèmes aristotéliciens, Paris, 1983.
- (wraz z Pierre'em Rodrigo): Aristote et les choses humaines, suivi de "la politique stoïcienne." Didier. Paris, 1998
- Problèmes aristotéliciens. Philosophie théorique, 2009.
- Faut-il déconstruire la métaphysique ?, 2009